# Akura
Akura – wieś w Gruzji, w regionie Kachetia, w gminie Telawi. W 2014 roku liczyła 1869 mieszkańców.